# Orzeł sawannowy
Orzeł sawannowy (Aquila rapax) – gatunek dużego, osiadłego ptaka drapieżnego z rodziny jastrzębiowatych (Accipitridae). Zamieszkuje Afrykę Subsaharyjską i Azję Południową, izolowane populacje w północnej Afryce i na Bliskim Wschodzie. Narażony na wyginięcie.

## Systematyka
Dawniej uważano, że orzeł sawannowy jest blisko spokrewniony z wędrownym orłem stepowym (Aquila nipalensis) i obie formy zaliczano do jednego gatunku. Różnią się jednak w zakresie DNA, morfologii, zachowania i ekologii.
PodgatunkiMiędzynarodowy Komitet Ornitologiczny wyróżnia trzy podgatunki A. rapax:
- orzeł indyjski[4] (A. rapax vindhiana) – Pakistan, Indie, Nepal.
- A. rapax belisarius – Maroko i Algieria, południowa Mauretania do Etiopii i południowo-zachodniej Arabii oraz na południe do Demokratycznej Republiki Konga, Ugandy i Kenii.
- orzeł sawannowy[4] (A. rapax rapax) – południowa Kenia i Demokratyczna Republika Konga do RPA.

## Morfologia
Cechy gatunkuNieco mniejszy i jaśniejszy od orła stepowego, nie ma jasnego podgardla. Upierzenie brązowe, ciemniejsze na skrzydłach i ogonie, jasne na grzbiecie. Ogon poprzecznie prążkowany. Osobniki młodociane ubarwione mniej kontrastowo.
Wymiary średniedł. ciała ok. 60–75 cm
rozpiętość skrzydeł 159–183 cm
waga ok. 1600–3100 g

## Ekologia i zachowanie

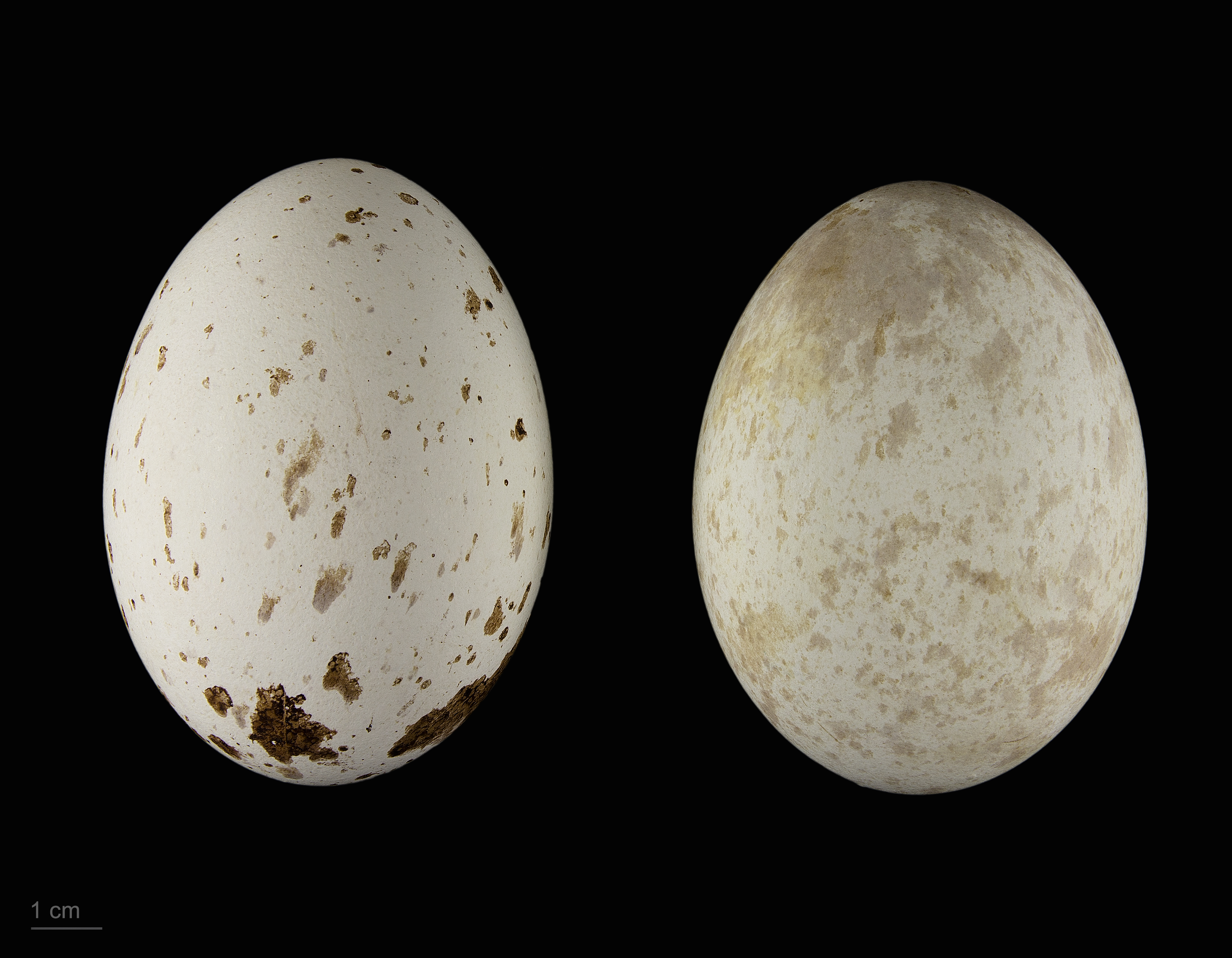
Jaja z kolekcji muzealnej

BiotopStep, otwarte, zadrzewione tereny, sawanna i półpustynie.
LęgiOrły sawannowe są monogamiczne, łączą się w pary na całe życie. Zwykle okres lęgowy trwa od kwietnia do lipca. Gniazdo zwykle mieści się na drzewie, także na słupie telekomunikacyjnym. Samiec znosi materiały, zaś samica buduje. Jeden lęg w roku, w zniesieniu 1 do 3 jaj znoszonych co 3 dni. Samica wysiaduje je przez blisko 45 dni. Kiedy młode mają 76–85 dni, są już w pełni opierzone. Stają się lotne w wieku 10 tygodni, ale jeszcze przez kolejne 5 powracają do gniazda i polegają na pokarmie od rodziców. Młode są wobec siebie agresywne i szczególnie w pierwszych dniach życia mogą zabić młodsze rodzeństwo. Dojrzałość płciową orły sawannowe osiągają po 3 lub 4 latach życia.
PożywienieOwady, padlina i drobne kręgowce, na przykład gryzonie.

## Status
Międzynarodowa Unia Ochrony Przyrody (IUCN) od 2018 roku uznaje orła sawannowego za gatunek narażony (VU – vulnerable); wcześniej, od 1988 roku miał on status gatunku najmniejszej troski (LC – least concern). Liczebność światowej populacji szacuje się na 100–200 tysięcy dorosłych osobników. Trend liczebności populacji uznaje się za spadkowy.